# Taktische Zeichen

Taktisches Zeichen Korpsmunitionsdepot – Vereinigtes Königreich

Taktische Zeichen sind Symbole von Behörden und Organisationen mit Sicherheitsaufgaben – also der Polizei, Feuerwehr und der Rettungsdienste sowie im Zivil- und Katastrophenschutz – zur symbolischen Darstellung von taktischen Elementen auf Lagekarten, Einsatzplänen und Stärkemeldungen. Sie haben sich aus den militärischen Symbolen entwickelt, die früher ebenso taktische Zeichen genannt wurden.

## Deutschland
In Deutschland war die erste verbindliche Festlegung taktischer Zeichen im Bereich des Zivil- und Katastrophenschutzes die Dienstvorschrift des Luftschutzhilfsdienstes LSHD-DV 11 „Taktische Zeichen im Zivilschutz“ von 1968. Sie beruhte größtenteils auf der Zentralen Dienstvorschrift 1/11 der Bundeswehr. Für den Bundesgrenzschutz (BGS), heute die Bundespolizei (BPOL), galt bereits seit 1961 die GDV 215 „Taktische Zeichen für den Bundesgrenzschutz“, die 1969 abgelöst wurde durch die ebenfalls nur für den BGS gültige Polizeidienstvorschrift PDV 102. Im Jahr 1978 wurden sowohl die LSHD-Dv 11 als auch die PDV 102 abgelöst durch die Polizeidienstvorschrift/ Dienstvorschrift PDV/DV 102 „Taktische Zeichen“. Für die Feuerwehren wurde ein Jahr später die auf der PDV/DV 102 basierende DIN-Norm 14 034, Teil 1 „Graphische Symbole für das Feuerwehrwesen; Einheiten, Fahrzeuge, Einrichtungen“ erstellt.
Die PDV/DV 102 wurde im Jahr 1986 durch eine neue Version aktualisiert, die insbesondere für den Bereich des Katastrophenschutzes wesentliche Erweiterungen enthielt. Diese einheitliche Vorschrift für die Behörden und Organisationen mit Sicherheitsaufgaben (BOS) war bis zum 9. Februar 1995 gültig. Seitdem gilt für den Bereich der Polizei wieder eine eigene PDV 102. Die am Katastrophenschutz beteiligten Organisationen (Arbeiter-Samariter-Bund, Deutsche Lebens-Rettungs-Gesellschaft, Deutsches Rotes Kreuz, Feuerwehren, Johanniter-Unfall-Hilfe, Malteser Hilfsdienst, Technisches Hilfswerk) hielten sich nach 1995 weiterhin weitestgehend an die bisherige PDV/DV 102. Nach einem Entwurf im Jahr 2003 liegen seit Januar 2012 von der Ständigen Konferenz für Katastrophenvorsorge und Katastrophenschutz (SKK) Empfehlungen für Taktische Zeichen im Bevölkerungsschutz für eine organisationsübergreifende DV 102 für den Bereich des Katastrophenschutzes vor. Diese wurden vom Technischen Hilfswerk, dem Deutschen Roten Kreuz und dem Malteser Hilfsdienst bereits organisationsintern übernommen.
Taktische Zeichen werden bei der Polizei und im Katastrophenschutz zur Darstellung von Lagekarten, Einsatzplänen und Stärkemeldungen verwendet. Führungsfahrzeuge können zum Beispiel auch mit einer beschreibbaren Magnettafel (Whiteboard) ausgestattet sein, auf denen mit Hilfe von vorgefertigten magnetischen Zeichen und abwischbaren Stiften eine ständig aktualisierbare Lagekarte geführt werden kann.

### Grundlagen
Die von der Polizei und im Katastrophenschutz verwendeten taktischen Zeichen ähneln im Aufbau den oben beschriebenen im militärischen Bereich verwendeten Zeichen. Sie bestehen aus einem Grundzeichen und
- einem Größenordnungszeichen über dem Grundzeichen
- einem oder mehreren Zusatzzeichen im Grundzeichen zur Angabe des Fachdienstes (Verwendung und Ausstattung)
- schriftlichen Angaben rechts neben dem Grundzeichen zur Angabe der Herkunft und Bezeichnung der Einheit
- zahlenmäßigen Angaben unter dem Grundzeichen zur Angabe der Stärke
- Zeitangaben links neben dem Grundzeichen
- einer Grundfarbe zur Kennzeichnung der Organisationszugehörigkeit.

#### Grundzeichen
Die meisten Grundzeichen sind identisch mit den im militärischen Bereich verwendeten Grundzeichen. Einige Beispiele für Grundzeichen bei der Polizei und im Katastrophenschutz sind:
| Grundzeichen | Bedeutung                                                               |
| ------------ | ----------------------------------------------------------------------- |
|              | Person                                                                  |
|              | Einheit / Teileinheit / Verband / Dienststelle / Behörde / Organisation |
|              | Einrichtung / Stelle / Anlage / Objekt                                  |
|              | ortsfest                                                                |
|              | Allgemeine Maßnahme                                                     |
|              | Gefahr durch...                                                         |

#### Größenordnungszeichen
Größenordnungszeichen werden über das Grundzeichen gezeichnet und geben die Stärke einer Einheit an.
| Zeichen | Bezeichnung               |
| ------- | ------------------------- |
|         | Trupp                     |
|         | Staffel                   |
|         | Gruppe                    |
|         | Zug                       |
|         | Bereitschaft (Verband I)  |
|         | Abteilung (Verband II)    |
|         | Großverband (Verband III) |

| Zeichen     | Bezeichnung                      |
| ----------- | -------------------------------- |
| *           | Gemeinde / kreisangehörige Stadt |
| * *         | Kreis / kreisfreie Stadt         |
| * * *       | Regierungsbezirk                 |
| * * * *     | Bundesland / Freistaat           |
| * * * * *   | Bundesrepublik Deutschland       |
| * * * * * * | Europäische Union                |

#### Fachdienstzeichen
Zusatzzeichen im Grundzeichen kennzeichnen die Zugehörigkeit einer Einheit, einer Person oder eines Fahrzeugs zu einem Fachdienst. Sie werden im Allgemeinen so gezeichnet, dass sie das Grundzeichen an seinen Rändern berühren.
Beispiele für Fachdienstzeichen:

Brandschutz
Betreuungsdienst
Sanitätsdienst
Fernmeldedienst
Verpflegungsdienst

Fachgruppen / Fachzüge des THW werden durch Buchstaben-Kürzel dargestellt, zum Beispiel
- W = Wassergefahren
- BrB = Brückenbau
- FK = Führung und Kommunikation

#### Führungskräfte

Taktisches Zeichen für einen Zugführer
Taktisches Zeichen für einen Einsatzleiter
Taktisches Zeichen für einen Leitenden Notarzt

Führungskräfte von Einheiten werden durch das Grundzeichen für Personen mit dem entsprechenden Fachdienstzeichen und dem Größenordnungszeichen der entsprechenden Einheit dargestellt. Bei Führern einer Einheit wird zusätzlich die obere Spitze der Raute ausgemalt (ohne diese Kennzeichnung: stellvertretender Führer). Der Einsatzleiter wird durch das Personenzeichen mit ausgemalter Spitze und der Angabe „EL“ im Zeichen dargestellt, der Leitende Notarzt analog dazu durch den Zusatz „LNA“ im Personenzeichen mit ausgemalter Spitze.

#### Organisationen
Die Zugehörigkeit einer Einheit, Person oder eines Fahrzeugs kann entweder schriftlich rechts neben dem Grundzeichen oder durch die Grundfarbe des Zeichens angegeben werden. Dabei gilt folgende Farbzuordnung:
| Grundfarbe | Organisation/Einrichtung                       |
| ---------- | ---------------------------------------------- |
| Rot        | Feuerwehr                                      |
| Blau       | Technisches Hilfswerk                          |
| Weiß       | Hilfsorganisationen (ASB, DLRG, DRK, JUH, MHD) |
| Gelb       | Führungseinrichtungen                          |
| Grün       | Polizei                                        |
| Weiß       | Bundeswehr (als Hilfeleistungskontingent)      |
| Orange     | Sonstige Organisationen / Einrichtungen        |

### Beispiele

1. Einsatzeinheit des DRK in Mülheim an der Ruhr
Taktisches Zeichen Einsatzleitung
Fachgruppe Räumen Typ B des Technischen Hilfswerks.

## Lernmaterialien
- Empfehlungen für taktische Zeichen im Bevölkerungsschutz – Selbstlern-Onlinekurs/E-Book auf der Lernplattform der Bundesakademie für Bevölkerungsschutz und Zivile Verteidigung (BABZ). Stand: Januar 2012, 2. korrigierte Auflage.